# Associazione Calcio Fiorentina 1941-1942
Questa voce raccoglie le informazioni riguardanti l'Associazione Calcio Fiorentina nelle competizioni ufficiali della stagione 1941-1942.

## Stagione

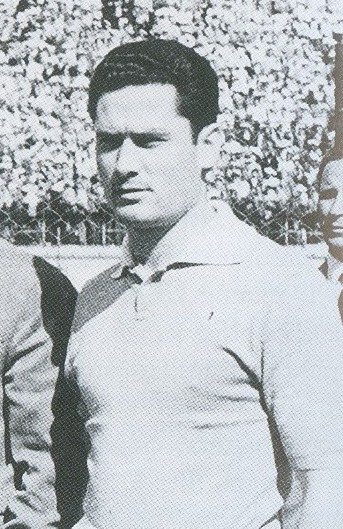
Zeffiro Furiassi.

Nonostante un buon inizio, i viola non disputano un campionato di livello ma riescono comunque a salvarsi, classificandosi al nono posto e con l'unica soddisfazione di aver lanciato numerosi giovani in prima squadra, come ad esempio Augusto Magli e Zeffiro Furiassi. Da segnalare un rotondo 8-0 con la cenerentola del campionato, il Modena.
In Coppa Italia la corsa della Fiorentina si ferma subito ai sedicesimi di finale, contro il Milan, a seguito di una sconfitta per 4-1.
In campo societario, il marchese Luigi Ridolfi lascia la presidenza della Fiorentina a Scipione Picchi, perché chiamato a dirigere la FIGC al posto di Giorgio Vaccaro.

## Rosa
| N. |                   | Ruolo | Calciatore                 |
| -- | ----------------- | ----- | -------------------------- |
|    | Italia (bandiera) | P     | Ugo Innocenti              |
|    | Italia (bandiera) | P     | Luigi Griffanti (capitano) |
|    | Italia (bandiera) | D     | Ivo Buzzegoli              |
|    | Italia (bandiera) | D     | Giuseppe Geigerle          |
|    | Italia (bandiera) | D     | Luigi Chiodi               |
|    | Italia (bandiera) | D     | Armando Frigo              |
|    | Italia (bandiera) | D     | Giuseppe Bigogno           |
|    | Italia (bandiera) | D     | Carlo Piccardi             |
|    | Italia (bandiera) | D     | Zeffiro Furiassi           |
|    | Italia (bandiera) | C     | Gipo Poggi                 |

| N. |                   | Ruolo | Calciatore           |
| -- | ----------------- | ----- | -------------------- |
|    | Italia (bandiera) | C     | Menotti Avanzolini   |
|    | Italia (bandiera) | C     | Augusto Magli        |
|    | Italia (bandiera) | C     | Pasquale Morisco     |
|    | Italia (bandiera) | C     | Pietro Degano        |
|    | Italia (bandiera) | C     | Duilio Rallo         |
|    | Italia (bandiera) | C     | Piero Suppi          |
|    | Italia (bandiera) | A     | Giuseppe Baldini     |
|    | Italia (bandiera) | A     | Ferruccio Valcareggi |
|    | Italia (bandiera) | A     | Renato Gei           |
|    | Italia (bandiera) | A     | Romano Penzo         |

## Risultati

### Serie A

#### Girone di andata
| Arbitro: | Scorzoni (Bologna) |

|                |           |            |
| Valcareggi 69’ | Marcatori | 63’ Lushta |

| Arbitro: | Mattea (Torino) |

|             |           |         |
| Castelli 9’ | Marcatori | 36’ Gei |

| Arbitro: | Dattilo (Roma) |

|                   |           |  |
| Frigo 21’ Gei 90’ | Marcatori |  |

| Arbitro: | Ciamberlini (Genova) |

|              |           |                       |
| Gualtieri 1’ | Marcatori | 78’ (rig.) Valcareggi |

| Arbitro: | Barlassina (Milano) |

|                                 |           |                      |
| Penzo 19’ Valcareggi 51’ (rig.) | Marcatori | 24’ Pantò 47’ Amadei |

| Arbitro: | Fois (Roma) |

|  |           |           |
|  | Marcatori | 86’ Suppi |

| Arbitro: | Scorzoni (Bologna) |

|                                       |           |                                   |
| Degano 16’, 82’ Gei 43’Valcareggi 88’ | Marcatori | 60’, 85’ Rosellini 87’ Todeschini |

| Arbitro: | Bertolio (Torino) |

|                                 |           |            |
| Stua 21’ Piana 81’ Cattaneo 88’ | Marcatori | 22’ Degano |

| Arbitro: | Neri (Vicenza) |

|  |           |              |
|  | Marcatori | 62’ Corbelli |

| Arbitro: | Dattilo (Roma) |

|             |           |           |
| Robotti 32’ | Marcatori | 15’ Suppi |

| Arbitro: | Scorzoni (Bologna) |

|           |           |                                      |
| Suppi 56’ | Marcatori | 60’ Mazzola 63’ Alberti 76’ Alberico |

| Arbitro: | Dellarole (Roma) |

|              |           |  |
| Venditto 20’ | Marcatori |  |

| Arbitro: | Fois (Roma) |

|                     |           |                  |
| Rallo 63’ Suppi 80’ | Marcatori | 81’ Tagliasacchi |

| Arbitro: | Dattilo (Roma) |

|                           |           |                                                   |
| Valcareggi 27’ Degano 48’ | Marcatori | 40’ Biavati 64’, 74’, 85’ Puricelli 90’ Arcari IV |

| Arbitro: | Galeati (Bologna) |

|                                           |           |           |
| Gabetto 10’ Ferraris II 22’ Baldi III 33’ | Marcatori | 26’ Penzo |

#### Girone di ritorno
| Arbitro: | Bernardi (Bologna) |

|                                           |           |                                     |
| Foni 14’ (rig.) Lushta 19’, 63’ Banfi 31’ | Marcatori | 66’ (rig.) Penzo 90’ (rig.) Baldini |

| Arbitro: | Dellarole (Roma) |

|                                                |           |             |
| Valcareggi 32’ Baldini 47’ (rig.) Gei 83’, 89’ | Marcatori | 59’ Alghisi |

| Arbitro: | Bertolio (Torino) |

|                                     |           |  |
| Bo 40’, 88’ Conti 64’ Perazzolo 87’ | Marcatori |  |

| Arbitro: | Galeati (Bologna) |

|                                |           |            |
| Degano 41’, 58’ Valcareggi 90’ | Marcatori | 40’ Pisa I |

| Arbitro: | Barlassina (Milano) |

|           |           |  |
| Pantò 80’ | Marcatori |  |

| Arbitro: | Mattea (Torino) |

|                             |           |                    |
| Penzo 24’ Gei 55’, 69’, 85’ | Marcatori | 74’ (aut.) Baldini |

| Arbitro: | Zelocchi (Modena) |

|                      |           |         |
| Meazza 12’ Boffi 51’ | Marcatori | 56’ Gei |

| Arbitro: | Bertolio (Torino) |

|                     |           |  |
| Penzo 42’ Rallo 83’ | Marcatori |  |

| Arbitro: | Galeati (Bologna) |

|                            |           |           |
| Pagliano 17’ Tabanelli 83’ | Marcatori | 19’ Penzo |

| Arbitro: | Ciamberlini (Genova) |

|                                                                      |           |  |
| Suppi 2’, 49’ Gei 22’, 82’, 89’ Suppi 28’ Valcareggi 52’ Morisco 86’ | Marcatori |  |

| Arbitro: | Donati (Milano) |

|                                |           |         |
| Pernigo 39’ (rig.) Begnini 42’ | Marcatori | 61’ Gei |

| Arbitro: | Galeati (Bologna) |

|  |           |               |
|  | Marcatori | 59’ Cadregari |

| Arbitro: | Fois (Roma) |

|                              |           |  |
| De Filippis 44’ Tosolini 60’ | Marcatori |  |

| Arbitro: | Mattea (Torino) |

|                                    |           |                       |
| Puricelli 20’ Reguzzoni 71’ (rig.) | Marcatori | 1’ Penzo 51’, 73’ Gei |

| Arbitro: | Galeati (Bologna) |

|              |           |              |
| Gei 39’, 56’ | Marcatori | 66’ Borel II |

### Coppa Italia
| Arbitro: | Ciamberlini (Genova) |

|                                              |           |         |
| Boffi 24’ Bollano 74’, 77’ (rig.) Meazza 89’ | Marcatori | 60’ Gei |

## Statistiche

### Statistiche di squadra
| Competizione | Punti | In casa | In casa | In casa | In casa | In casa | In casa | In trasferta | In trasferta | In trasferta | In trasferta | In trasferta | In trasferta | Totale | Totale | Totale | Totale | Totale | Totale | DR |
| Competizione | Punti | G       | V       | N       | P       | Gf      | Gs      | G            | V            | N            | P            | Gf           | Gs           | G      | V      | N      | P      | Gf     | Gs     | DR |
| ------------ | ----- | ------- | ------- | ------- | ------- | ------- | ------- | ------------ | ------------ | ------------ | ------------ | ------------ | ------------ | ------ | ------ | ------ | ------ | ------ | ------ | -- |
| Serie A      | 27    | 15      | 9       | 2       | 4       | 37      | 21      | 15           | 2            | 3            | 10           | 14           | 29           | 30     | 11     | 5      | 14     | 51     | 50     | +1 |
| Coppa Italia |       | -       | -       | -       | -       | -       | -       | 1            | 0            | 0            | 1            | 1            | 4            | 1      | 0      | 0      | 1      | 1      | 4      | -3 |
| Totale       |       | 15      | 9       | 2       | 4       | 37      | 21      | 16           | 2            | 3            | 11           | 15           | 33           | 31     | 11     | 5      | 15     | 52     | 54     | -2 |

### Statistiche dei giocatori
| Giocatore     | Serie A  | Serie A | Coppa Italia | Coppa Italia | Totale   | Totale |
| Giocatore     | Presenze | Reti    | Presenze     | Reti         | Presenze | Reti   |
| ------------- | -------- | ------- | ------------ | ------------ | -------- | ------ |
| M. Avanzolini | 16       | 0       | 0            | 0            | 16       | 0      |
| G. Baldini    | 19       | 2       | 1            | 0            | 20       | 2      |
| G. Bigogno    | 4        | 0       | 1            | 0            | 5        | 0      |
| I. Buzzegoli  | 14       | 0       | 1            | 0            | 15       | 0      |
| L. Chiodi     | 8        | 0       | 0            | 0            | 8        | 0      |
| P. Degano     | 22       | 6       | 1            | 0            | 23       | 6      |
| A. Frigo      | 15       | 1       | 1            | 0            | 16       | 1      |
| Z. Furiassi   | 2        | 0       | 0            | 0            | 2        | 0      |
| R. Gei        | 25       | 18      | 1            | 1            | 26       | 19     |
| G. Geigerle   | 16       | 0       | 0            | 0            | 16       | 0      |
| L. Griffanti  | 25       | -0      | 1            | -4           | 26       | -4     |
| U. Innocenti  | 5        | -0      | 0            | -0           | 5        | -0     |
| A. Magli      | 1        | 0       | 0            | 0            | 1        | 0      |
| P. Morisco    | 9        | 1       | 0            | 0            | 9        | 1      |
| R. Penzo      | 15       | 7       | 0            | 0            | 15       | 7      |
| C. Piccardi   | 27       | 0       | 1            | 0            | 28       | 0      |
| G. Poggi      | 30       | 0       | 1            | 0            | 31       | 0      |
| D. Rallo      | 20       | 2       | 0            | 0            | 20       | 2      |
| P. Suppi      | 28       | 6       | 1            | 0            | 29       | 6      |
| F. Valcareggi | 29       | 8       | 1            | 0            | 30       | 8      |